# Aughlish
Aughlish o Auglish és una townland i una zona on hi ha com a mínim sis cercles i dues files de pedra, dins el Comtat de Derry, a l'Ulster.
Al lloc hi són presents un grup de cercles, un dels quals té 41 pedres petites i una pedra caiguda de 150 cm d'alçada al sud, amb una altra de la mateixa alçada fora del cercle al nord. Hi ha tres altres cercles, o trossos de cercles, i alineacions o fileres de pedres, una de les quals s'estén 18m.
L'arqueòleg britànic Aubrey Burl va considerar la zona com un exemple típic dels llocs rituals de l'edat del bronze dels voltant dels Sperrins —un grup de pujols—; argumentà que la disposició dels cercles i fileres de pedra indiquen connexions amb els constructors de cercles d'Anglaterra, Escòcia i d'altres llocs d'Irlanda del Nord.